# Okładzinówka

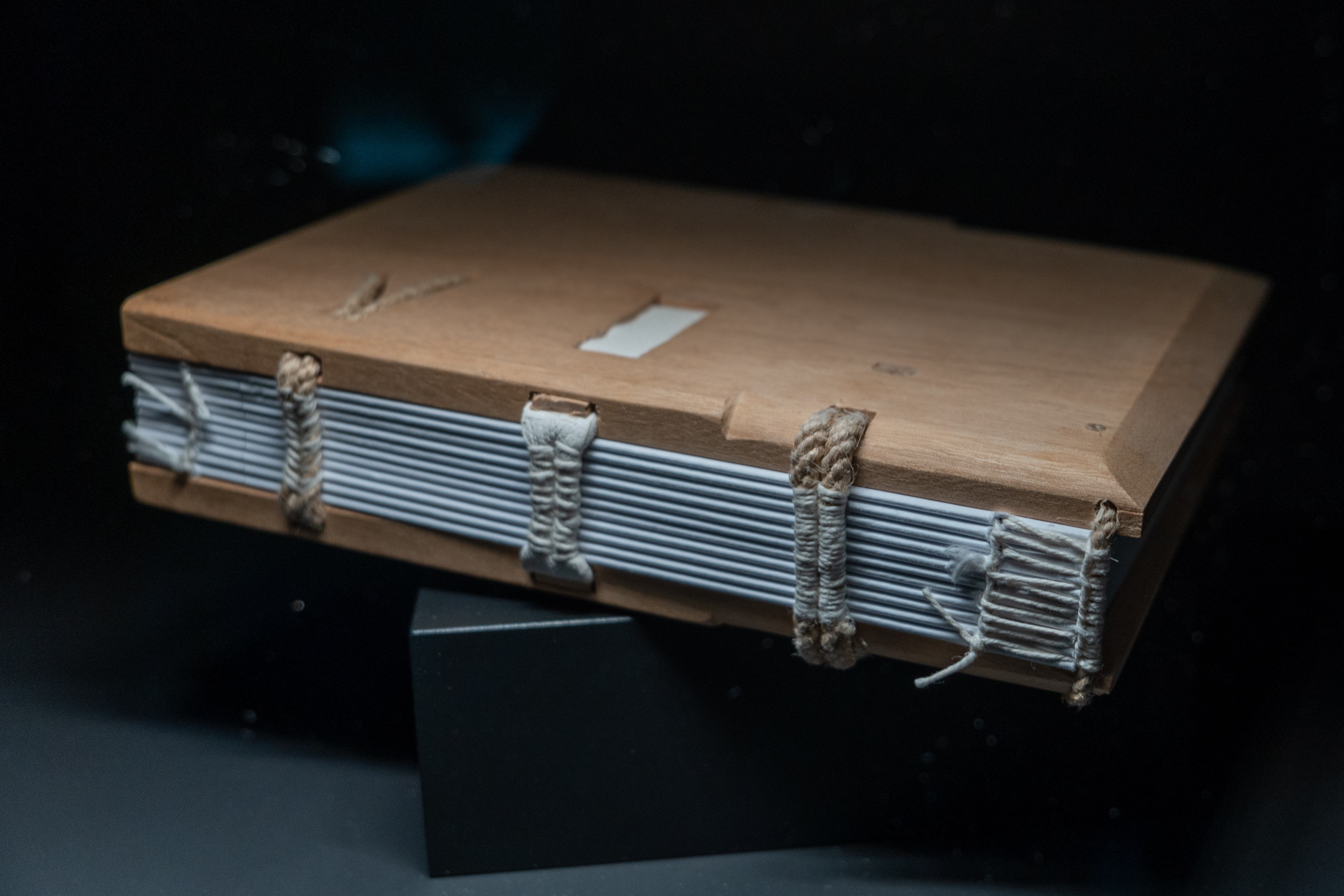
Okładzinówka drewniana

Okładzinówka – element usztywniający okładzinę oprawy złożonej, najczęściej tekturowy. Na okładkę składają się dwie okładzinówki, przednia i tylna oraz (nie zawsze) grzbietówka, wszystkie połączone są okleiną (jednym arkuszem materiału introligatorskiego w przypadku oprawy złożonej jednorodnej bądź trzema kawałkami w przypadku okładki złożonej kombinowanej). Okładzinówki zazwyczaj stosowane są w oprawach popularnie zwanych „twardymi”, są przy tym niewidoczne: z zewnątrz oklejone okleiną będącą najbardziej zewnętrzną częścią okładki, od wewnątrz pokryte wyklejkami.